# Menir de Outeiro
O Menir do Outeiro (em português:  Menir do Outeiro), também conhecido por Menir no Sítio do Penedo Comprido, é um megálito localizado a meio caminho entre as aldeias de Outeiro e Barrada, no município de Reguengos de Monsaraz, no distrito de Évora, na região do Alentejo em Portugal, ficando a poucos quilómetros da fronteira luso-espanhola. 
Este menir foi descoberto em 1969 por Henrique Leonor Pina e José Pires Gonçalves e, por iniciativa deste, foi levantada novamente por volta de 1970.
O menir foi classificado como Monumento Nacional português em 1971.

## Descrição
O monólito de granito tem 5,6 metros de altura e um diâmetro médio de um metro e pesa cerca de 8 toneladas. É o segundo maior em Portugal. O topo tem uma cavidade de 30 cm de diâmetro, que se acredita representar uma uretra, dando origem ao entendimento de que o megálito simboliza um falo. É considerado um dos melhores exemplos de um menir fálico na Península Ibérica. Com base em sua semelhança com outros achados megalíticos no distrito de Évora, acredita-se que o menir data do final do Neolítico ou do Calcolítico.